# Peridexion

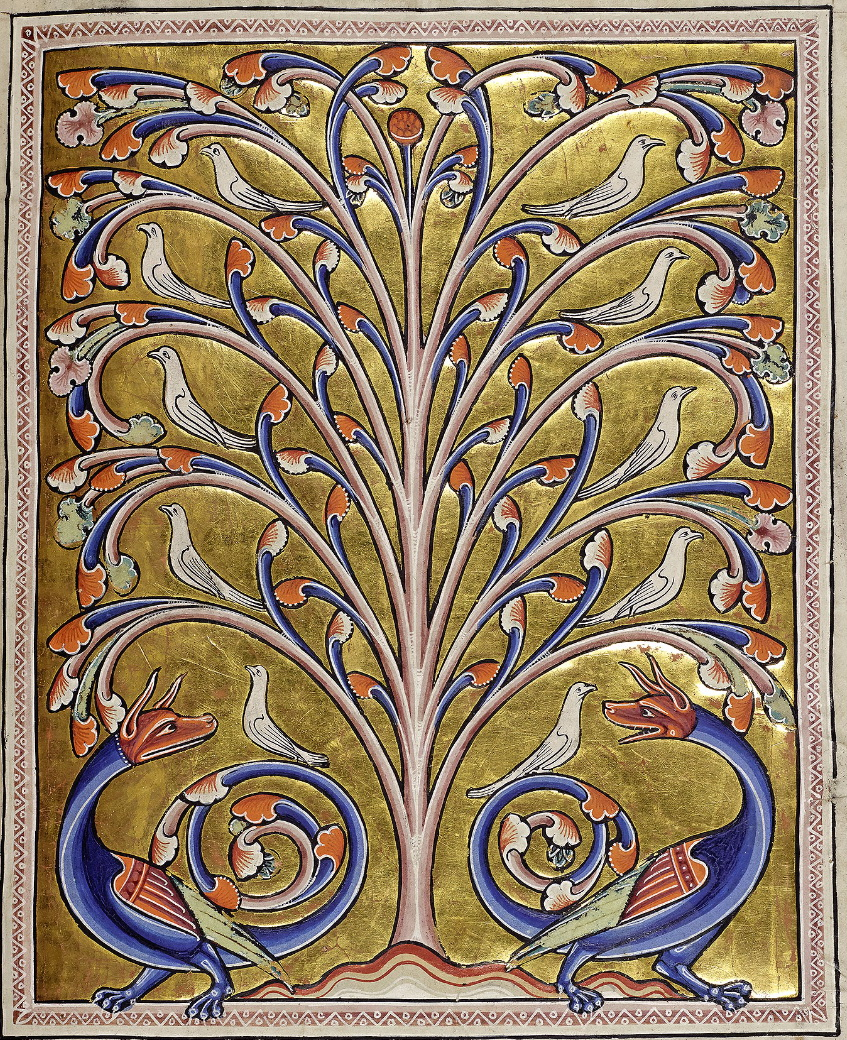
El árbol Peridexion (Bestiario de Oxford, c. 1220).

El árbol (Griego antiguo δἑνδρον) Peridexion (περιδἑξιον) o en latín Perindens o Circa dexteram es un (mítico) árbol contenido en el Physiologus. Es el único árbol que aparece en el mismo.

## Atributos
En la India existe un árbol llamado peridexion: su fruto es dulce y tierno. A las palomas les gusta este fruto y anidan en las ramas porque están a salvo de los dragones ya que temen a las sombras que proyecta el peridexion. Aunque los dragones acechan a las aves al pie del árbol, cuando la sombra del mismo se proyecta hacia un lado, los dragones se colocan en el lado al que no llega la sombra. Mientras las palomas permanecen en el árbol, los dragones, sus enemigos mortales, nada pueden hacerlas.

## Alegoría y moral del Physiologus
El árbol se interpreta como una divinidad que protege a los hombres. El peridexion es la imagen del árbol de la vida cuya sombra ahuyenta al demonio. Las palomas son los fieles cristianos que se alimentan de los frutos del Espíritu, de los frutos de la Verdad y están a salvo mientras permanezcan en la Iglesia. 

## Representaciones en el Arte
Se encuentran representaciones del peridexion en diferentes bestiarios:
- Bestiario de Philippe de Thaon: Capítulo 29. Colum (et Peredixion). (La Paloma y el Árbol Peridexion).
- Physiologus de la Pierpont Morgan Ms 397 (Cryptoferratensis A33): Capítulo 34. Árbol Peridexion.
- Bestiario de Aberdeen: Folio 64 anverso : Perindens tree. (Árbol Peridexion).
- Bestiario de Oxford. Perindens.
- Bestiario de Northumberland (MS 100): Folio 45.

Otras representaciones se encuentran en el arte románico y gótico.